# Gonnosfanadiga
Gonnosfanadiga település Olaszországban, Szardínia régióban, Medio Campidano megyében. Lakosainak száma 6150 fő (2023. január 1.). Gonnosfanadiga Guspini, San Gavino Monreale, Fluminimaggiore, Arbus, Pabillonis, Villacidro és Domusnovas községekkel határos.

## Népesség
A település lakossága az elmúlt években az alábbi módon változott:
| Lakosok száma | 6602 | 6530 | 6150 |
|               | 2017 | 2018 | 2023 |